# Hypomanganate

Hypomanganat-Ion

Hypomanganate oder Manganate(V) sind chemische Verbindungen des Mangans mit dem MnO43−-Anion. Sie sind instabil und disproportionieren leicht zu Mangan(IV)-oxid und Permanganaten. Typisch ist die blaue Farbe des Hypomanganat-Ions.

## Gewinnung und Darstellung
Hypomanganate lassen sich durch Oxidation von Mangan(IV)-oxid mit Natriumoxid in einer Natriumnitrit-Schmelze darstellen. 
{\displaystyle \mathrm {2\ MnO_{2}+3\ Na_{2}O\ {\xrightarrow {+O}}\ 2\ Na_{3}MnO_{4}} }
Ebenfalls möglich ist eine Reduktion von Permanganaten oder sechswertigen Manganaten mit Sulfiten in basischer Umgebung.

## Eigenschaften
Durch das MnO43−-Ion sind Hypomanganate charakteristisch blau gefärbt. Dieses ist zudem paramagnetisch. 
Der pKs-Wert der hypothetischen Hypomangansäure beträgt in der 3. Protolysestufe für die Reaktion von [O3Mn(OH)]2− zu MnO43− 13,7, die der anderen Protolysestufen sind unbekannt, da sich Hypomanganate in saurer Lösung schnell zersetzen und nur in basischer Lösung stabil sind.

## Verwendung
Hypomanganate haben keine technische Bedeutung. Sie sind kurzlebige, nicht isolierbare Zwischenprodukte bei der Herstellung von Kaliumpermanganat. 
In Oxidationsschmelzen zum Mangan-Nachweis bildet sich bei geringer Sauerstoffzufuhr Hypomanganat anstatt des grünen Manganats.